# Edificio Old Scripps
Laboratorio Conmemorativo Biológico Marino George H. Scripps (en inglés: George H. Scripps Memorial Marine Biological Laboratory) o simplemente como el Edificio Old Scripps es un edificio histórico ubicado en La Jolla, California.  Laboratorio Conmemorativo Biológico Marino George H. Scripps se encuentra inscrito como un Hito Histórico Nacional en el Registro Nacional de Lugares Históricos desde el 10 de noviembre de 1977. Fue el primer edificio del Instituto de Oceanografía Scripps.

## Ubicación
Laboratorio Conmemorativo Biológico Marino George H. Scripps se encuentra dentro del condado de San Diego en las coordenadas 32°51′54″N 117°15′12″O / 32.865, -117.253333.